# Dewar Cup 1972
Il Dewar Cup 1972 è stato un torneo di tennis giocato sul sintetico indoor. È stata la 5ª edizione del Dewar Cup, che fa parte del Commercial Union Assurance Grand Prix 1972. Si è giocato a Londra in Gran Bretagna, dal 18 al 24 novembre 1972.

## Campioni

### Singolare
Ilie Năstase ha battuto in finale  Tom Gorman con il punteggio di 6–4 6–3

### Doppio
- Doppio non disputato